# Цянь Юаньґуань
Цянь Юаньґуань (спрощ.: 钱元瓘; кит. трад.: 錢元瓘; піньїнь: Qián Yuánguàn), храмове ім'я Ши-цзун (кит.: 世宗; піньїнь: Shìzōng; 30 листопада 887 — 17 вересня 941) — другий правитель держави Уюе періоду п'яти династій і десяти держав.

## Біографія
Був сином і спадкоємцем засновника держави Цянь Лю. Успадкував трон після його смерті 932 року.
На відміну від свого батька був войовничим правителем. Його правління було не надто тривалим і завершилось 941 року. Трохи раніше в палаці спалахнула пожежа, в результаті якої палац практично було знищено, а разом з ним — скарбницю. Після цього Цянь Юаньґуань втратив психічне здоров'я й невдовзі помер. Трон успадкував його син Цянь Хунцзо.